# Alpha trading solutions
Alpha trading solutions ist ein Unternehmen im Bild- und Tonträgervertrieb (Rackjobber) in Erding.
Es erbringt Logistik-Dienstleistungen für CDs, Hörbücher, DVDs, Blu-ray-Discs und Spielkonsolen.

## Geschichte
1971 wurde die Alpha von Michael Pfeiffer (1939–2017) gegründet. Heute ist sein Sohn Pierre Pfeiffer Inhaber und einer der Geschäftsführer.
Ab 2009 hatte Alpha ihren Sitz in Schwaig im Landkreis Erding und in unmittelbarer Nähe zum Münchner Flughafen. Im Oktober 2016 zogen sie in ein neu errichtetes Gebäude im Gewerbegebiet im Nordwesten Erdings, das mit einem Fassadenpreis des Landkreises ausgezeichnet wurde. Direkt daneben befindet sich die Logistikhalle mit 26.500 m² Nutzfläche; die Halle wurde 2009 ebenfalls mit dem Fassadenpreis ausgezeichnet.
Unter den Kunden der Alpha sind Metro, Kaufland, Edeka, Famila, Handelshof, Euronics oder die Kaes-Gruppe. Knapp die Hälfte des Umsatzes erzielt Alpha mit DVDs und Blu-ray Discs.